# 长生军 (波斯帝国)

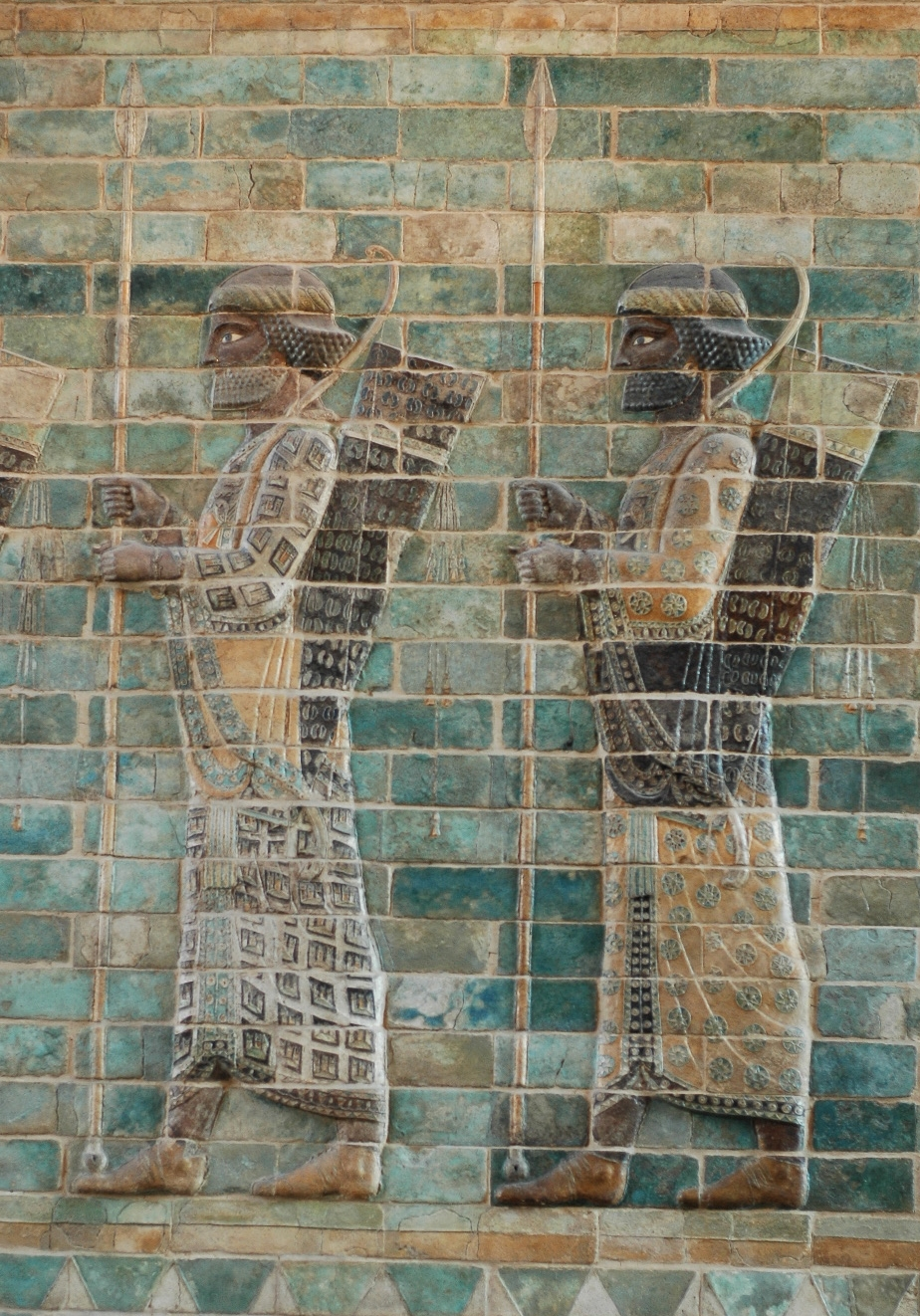
波斯长生军

长生军（又译为不死队、不死军）是古希腊历史学家希罗多德对波斯阿契美尼德王朝的一支精锐部队的称呼。在整个波斯帝国扩张与希波战争期间，这支军队扮演着皇家卫队与常备军的双重身份。他们的波斯文名称可能为“Anûšiya”（“伙伴”）。

## 希罗多德的记载
希罗多德将“长生军”描述为由海达尔尼斯将军率领的一支重装步兵部队，其人数恰好保持为一万人不变。他称任何战死、重伤或重病的士兵都会立即被一名新的成员取代，以此维持部队的人数与士气，因此得名为“长生军”。
“长生军”这个名字仅出现在希罗多德的著作中。波斯方面的记载印证了确实存在一支数量不变的精锐部队，作为庞大而兵源复杂的波斯军队的主力和支柱，然而并未出现这支军队名为“长生军”的记载。向希罗多德提供消息来源的人可能是将古波斯语中的“Anûšiya”（“伙伴”）与“Anauša”（“长生者”）弄混了。

## 历史
长生军在波斯帝国的一系列军事活动中扮演了重要角色，包括前539年居鲁士大帝征服巴比伦、前525年冈比西斯二世征服埃及、前520年大流士一世入侵印度以及前513年入侵斯基泰。长生军参与了前480年的温泉关战役，并在前479年马铎尼斯率领的入侵希腊的波斯军队之中。

## 装备

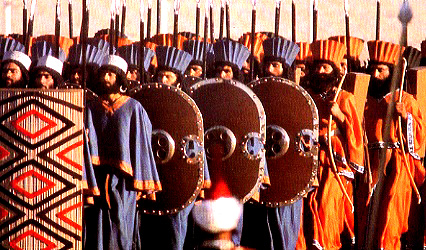
波斯帝国成立2500周年庆典上的长生军

希罗多德称长生军的武器装备包括柳条盾、短矛、剑或长匕首、弓箭。他们在外袍里面穿有鳞甲。普通士兵的矛装饰有白银圆球，而为了区分军阶，军官的装饰则是黄金的。在军列后方配有篷车、骆驼与骡子，用以运送补给、以及为他们服务的侍妾和随从，还包括单独提供给这支部队享用的特殊食品。
一般认为长生军所戴的头巾为古波斯的三重冕。其形制并不确定，但部分文献称其为可以拉下来遮住面部以阻挡风沙的头巾或毡帽。保留下来的阿契美尼德时代的釉砖和浮雕显示长生军穿着精美的外袍、铁箍耳环与黄金首饰，但这些服装看上去像是仅在正式场合穿着的礼服。

## 遗产

### 萨珊王朝

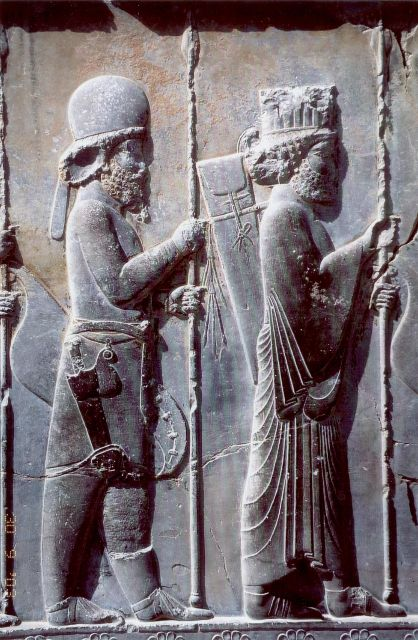
波斯波利斯浮雕中的米底人（左）和波斯人（右）士兵

“长生军”的称号在阿契美尼德帝国衰落后首次复兴是在萨珊王朝时代。萨珊军队中最著名的单位即是长生军（Zhayedan），人数与阿契美尼德王朝一样为一万人，但与之不同的是萨珊的长生军为骑兵。他们的任务是保护关键点，并在战役的重要阶段投入战斗。

### 拜占庭帝国
“长生军”的称号在拜占庭帝国时期再次出现，最初是作为约翰一世·齐米斯基斯（969年–976年在位）率领的一支精锐重骑兵部队的名称；在1071年与塞尔柱突厥人的曼齐刻尔特战役中惨败之后，“长生军”成为一支新的精锐部队的名称，这支部队由米海尔七世（1071年–1081年在位）的首席部长、宦官尼基弗里奇斯率领。

### 拿破仑帝国
数个世纪后的拿破仑战争时期，法国士兵将拿破仑的帝国卫队称为“长生军”。

### 伊朗帝政时期
巴列维王朝统治时期的伊朗军队包括一支全部为志愿军的“长生卫队”（Javidan Guard），又名“长生军”，得名于古代波斯帝国的皇家卫队。“长生军”驻扎于德黑兰的拉维赞兵营（Lavizan Barracks），1978年时，这支部队包括一个约4,000–5,000人的陆军旅，下辖一个配有酋长式战车的坦克营。在1979年的伊朗伊斯兰革命后，“长生军”被解散。

## 流行文化
希罗多德对于两支精锐勇士——斯巴达的重装步兵与长生军——在战场上的交锋的记载为流行文化提供了丰富多彩的启发和素材，特别是有关于长生军：
- 1962年的电影《300斯巴达人》（The 300 Spartans）中，长生军与现实中一样装备有矛和柳条盾。而与历史记载相反的是，电影中他们多穿着黑色和其他暗色的服装。[8]

- 弗兰克·米勒1998年的漫画作品《300》，以及2007年由此改编的电影《斯巴达三百勇士》中，长生军在温泉关战役中的出场被十分艺术化地呈现出来。长生军戴着日本面具（英语：Mempo）风格的金属面具，携带着形制与日式胁差类似的一对刀剑。[8]

- 美国历史频道的纪录片《三百勇士的最后抵抗》（Last Stand of the 300）也再现了温泉关战役中的长生军。在这一版本中，长生军通常佩戴的三重冕被改编为覆盖全脸、但透明到可以看穿的黑色布面具。[8]